# كيجاللا
كيجاللا (بالإنجليزية: Kegalle)‏ هي مدينة، تتبع مديرية كيجاللا ‏، بلغ عدد سكانها 17٬962 نسمة.